# 雅加达圣母升天主教座堂
雅加达圣母升天主教座堂（印尼语：Gereja Santa Maria Pelindung Diangkat Ke Surga）是天主教雅加达总教区的主教座堂，位于印度尼西亚首都雅加达特區中雅加達市，靠近独立广场、独立宫及伊斯蒂克拉爾清真寺。目前的主教座堂兴建于1891-1901年，新哥特式风格。 

## 历史

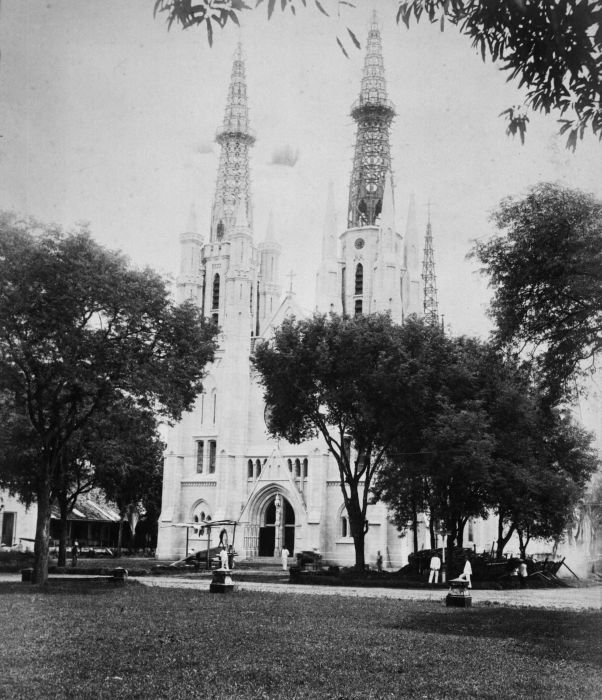
The cathedral ca. 1870–1900

自1619年起，荷兰人禁止天主教会在荷属东印度活动。拿破仑战争期间，荷兰被法国占领。1806年，拿破仑一世委派他的弟弟路易·拿破仑担任荷兰国王，从此天主教在荷属东印度获得自由。1825-1830年，雅加达兴建了第一座天主教堂圣母升天堂。